# Hazelnut Bastille
Hazelnut Bastille est un jeu vidéo d'action-aventure en deux dimensions développé par Aloft Studio sur Nintendo Switch, Windows, MacOS et Linux. Le jeu s'inspire de l'univers de The Legend of Zelda,.